# 万发镇 (巴彦县)
万发镇是中国黑龙江省哈尔滨市巴彦县下辖的一个镇，位于巴彦县最北部。

## 行政区划
现辖：
同胜村、太兴村、泥河村、宏胜村、兴北村和胜利村。